# Trójkąt Dalego
Trójkąt Dalego – określenie trzech katalońskich miejscowości wraz z muzeami związanymi z Salvadorem Dalí: Teatro-Museu Dali de Figueres, Castillo de Púbol oraz Port Lligat k. Cadaqués.

## Teatro-Museu Dalí de Figueres
Teatro-Museu Dalí de Figueres w Figueres w północnej Katalonii, gdzie urodził się i zmarł Salvador Dalí, jest obok muzeum Prado w Madrycie najczęściej odwiedzanym w Hiszpanii muzeum sztuki. Zaprojektowane przez Dalego, w swoich zbiorach gromadzi przeszło 360 prac, co stanowi jedną trzecią dorobku artysty. Jest siedzibą Fundacji Gala-Salvador Dalí oraz miejscem pochówku artysty. 
Otwarte 28 września 1974 roku muzeum z czasem okazało się za małe. Władze Figueres dokupiły więc graniczącą z muzeum Torre Gorgot. Po przeprowadzeniu prac adaptacyjnych, wieża została poświęcona 27 marca 1984 roku. Na uroczystość przybył sam Dalí, było to jedno z jego ostatnich wystąpień publicznych. Na cześć Gali, wieża otrzymała jej imię (Torre Galatea) i tu, jesienią 1984, po powrocie ze szpitala w Barcelonie (w którym przebywał na skutek obrażeń odniesionych w pożarze na zamku de Púbol), w specjalnie dla niego urządzonym pokoju, Dalí mieszkał niemal do śmierci (zmarł w styczniu 1989 roku w szpitalu w Figueres). 
Muzeum jest ekscentryczne, tak jak ekscentrycznym twórcą był sam Dalí. Zlokalizowane w ciągu starych umocnień, szokuje zarówno zewnętrzną bryłą, jak i ekspozycją wewnątrz. 

Jajko i chleb Dalí uważał za symbole początku i życia. Dlatego fasadę muzeum wieńczy zaprojektowana przez artystę attyka w kształcie olbrzymich jaj. Natomiast ceglasto-czerwone ściany pokryte są żółtymi, ulepionymi z gipsu katalońskimi chlebkami, a figurki spoglądających z dachu rycerzy na głowach mają bagietki. Chleb w twórczości Dalego pojawiał się często. Dla artysty miał sens nie tylko filozoficzny, ale również towarzyszył mu w czasie wytężonej pracy - gdy malował, często żywił się tylko chlebem i wodą. Ponadto Dalemu sprawiało przyjemność, gdy jego sztuka była określana jako "jadalna". Chętnie przyrównywał ją do "chleba powszedniego", co miało odwołania do jego ulubionej rodzimej kuchni katalońskiej, której specyfiką jest prawie całkowity brak dodatków poza chlebem, przez co spełnia on w niej ważną rolę. W 1993 roku na wystawie w Teatro pokazano niemal wszystkie prace Dalego, w których występuje chleb. Z chlebowego ciasta artysta tworzył nawet "jadalne meble". 
Ściany wnętrza budynku zdobią czaszki słonia, krokodyla, pirenejskich skamielin, razem ze szczątkami latarni z paryskiego metra i szuflad biurowych urzędu miejskiego. Najważniejsze dla Dalego obrazy: Widmo sex-appealu, Chleb w koszyku, Dematerializacja nosa Nerona oraz portrety Gali, ukochanej żony artysty, znajdują się w obitej czerwonym pluszem sali zwanej Skarbcem. W patio stoi słynna Deszczowa taksówka z rzeźbą królowej Ester na masce, autentyczny czarny cadillac, z którego po naciśnięciu guzika wylewa się strumień wody na siedzące kukły pasażerów.

Zawieszona wysoko ponad głowami zdaje się płynąć prawdziwa łódź rybacka, niegdyś własność Gali.

Centralnym pomieszczeniem jest dawna scena teatralna. To tu, w krypcie pod sceną, złożone są prochy artysty.

## Castillo de Púbol
Castillo de Púbol to średniowieczny zamek, który artysta podarował żonie w prezencie urodzinowym. Dalí spełnił prośbę Gali, że odwiedzał ją będzie w Púbol wyłącznie na jej pisemne zaproszenie. Przez dziesięć lat był tam jedynie dwa razy, chociaż od nazwy zamku nosił nadane mu w 1975 roku przez króla szlachectwo: Salvador Dalí i Domenech, Marques de Dalí de Púbol.
Po śmierci Gali w czerwcu 1982 roku zamek opustoszał. Dalí zamieszkał w nim dwa lata później. Miał poważne problemy ze zdrowiem; nasiliły się jego dawne kłopoty z przełykaniem i przyjaciele namówili go na osiedlenie się w Púbol, aby kuchnię mógł mu poprowadzić znajomy mistrz kucharski. Dalí nie wstawał już wówczas z łóżka. Ponieważ cierpiał na bezsenność, w nocy często przywoływał opiekującą się nim pielęgniarkę. Z czasem dzwonek zamieniono na sygnał świetlny i według jednej z hipotez to właśnie było przyczyną pożaru, jaki nad ranem wybuchł w jego sypialni: nieprzynoszące efektu, uporczywe naciskanie guzika mogło spowodować spięcie i w konsekwencji pojawienie się ognia. Ciężko poparzonego, przewieziono go do szpitala w Barcelonie, skąd już nie wrócił do Púbol, ale osiedlił się w Wieży Gali w Figueres. 
Zamek Gali udostępniono zwiedzającym w 1996 roku. Otoczony ogrodem zapełnionym monstrualnymi rzeźbami słoni i tajemniczych stworów, jest miejscem niezwykłym. Ogród zdobi zaprojektowana przez artystę fontanna, w fasadę której wmurowano kolorowe popiersia Wagnera. W hallu zamku stoi wypchany koń. Z wysokości jego grzbietu Dalí udzielał niegdyś wywiadu. Meble w zamku utrzymane są w królewskim stylu, a wśród nich uwagę zwracają: tron dla Gali, łoże z baldachimem oraz srebra z jej monogramem. Olbrzymia kolekcja sukien jest dziełem dyktatorów mody tej miary, co Christian Dior i Pierre Cardin. Materiały do niektórych kreacji stworzył sam Dalí.
Gala jest pochowana w surrealistycznej kaplicy w podziemiach zamku.

## Porte Lligat
Cadaqués, nadmorskie miasteczko na Costa Brava, do którego latem przyjeżdżali: Pablo Picasso, Garcia Lorca, Luis Bunuel, Albert Einstein, Tomasz Mann, było też ulubionym miejscem Dalego, tu spędzał wakacje jeszcze w dzieciństwie. Niedaleko od Cadaqués, w Port Lligat Dalí wraz z żoną skupował małe chatki rybackie, które łączył ze sobą w labirynt pełen wewnętrznych podwórek, grot i tajemniczych przejść. Dom wewnątrz był bardzo luksusowy, wyposażony m.in. w basen. Pierwszą chatę Salvador i Gala nabyli w 1930 roku od Lydii Nandos, wdowy po rybaku, postaci barwnej i uważanej przez obojga za nieco szaloną, która prowadziła im dom podczas ich pobytów w Port Lligat i do której byli bardzo przywiązani. 
Motywem zdobniczym chatek w Port Lligat, podobnie jak Teatro-Museu w Figueres, są olbrzymie jajka, wieńczące wieżyczki i dachy. Jajka ukryte są też pod schodami i w grotach. Drugim elementem dekoracyjnym są rzeźby pękniętych na pół ludzkich głów.

Wnętrza domków są pełne przedziwnych przedmiotów należących do Dalego i Gali. Można tu zobaczyć pokój manekinów, wypchane zwierzęta, w tym niedźwiedzia przystrojonego biżuterią, lichtarze, czaszki, stare kapelusze. W okularach Dalego jedno szkło jest czerwone, a drugie zielone.